# فرودگاه سیدپور
فرودگاه سیدپور (به انگلیسی: Saidpur Airport) یک فرودگاه عمومی با کد یاتا SPD و کد ایکائو VGSD است که یک باند فرود آسفالت دارد و طول باند آن ۱۸۲۹ متر است. این فرودگاه در شهر سیدپور، بنگلادش کشور بنگلادش قرار دارد و در ارتفاع ۳۸ متری از سطح دریا واقع شده است.